# Puentes de barcas de Jerjes I

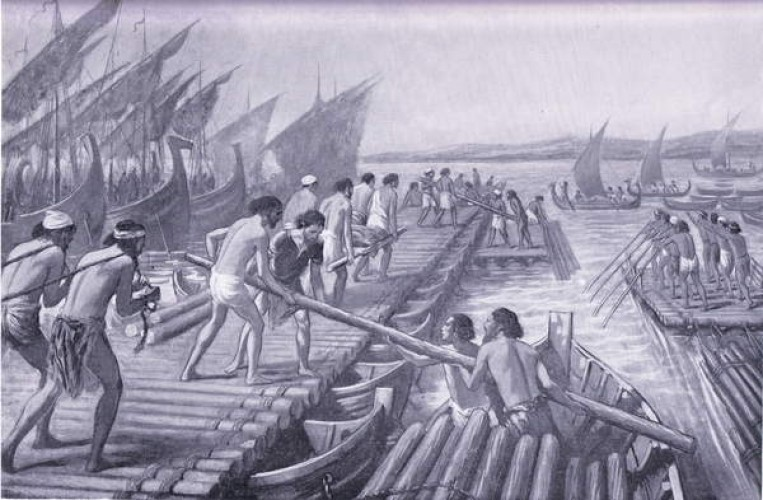
Construcción del puente de barcas de Jerjes, por marineros fenicios.

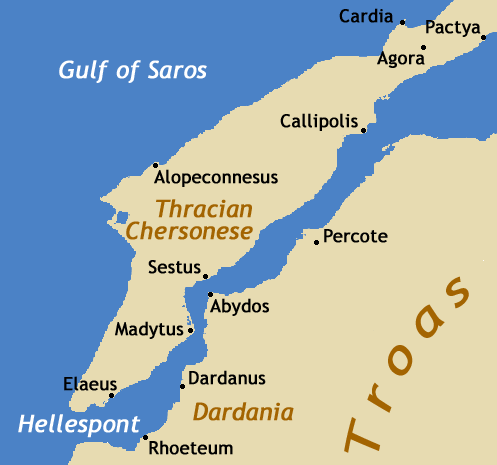
Situación de Helesponto.

Los puentes de barcas de Jerjes I se construyeron en el  480 a. C. durante la segunda invasión persa de Grecia por orden de Jerjes I de Persia con el fin de que el ejército de Jerjes atravesara el Helesponto (los actuales Dardanelos) desde Asia hasta Tracia, entonces también controlada por Persia —en la parte europea de la actual Turquía—.
Los puentes fueron descritos por el antiguo historiador griego Heródoto en sus Historias, pero hay pocas pruebas que confirmen el relato de Heródoto al respecto. La mayoría de los historiadores modernos aceptan la construcción de los puentes como tal, pero prácticamente todos los detalles relatados por Heródoto son objeto de duda y discusión.

## Los puentes en lasHistoriasde Heródoto

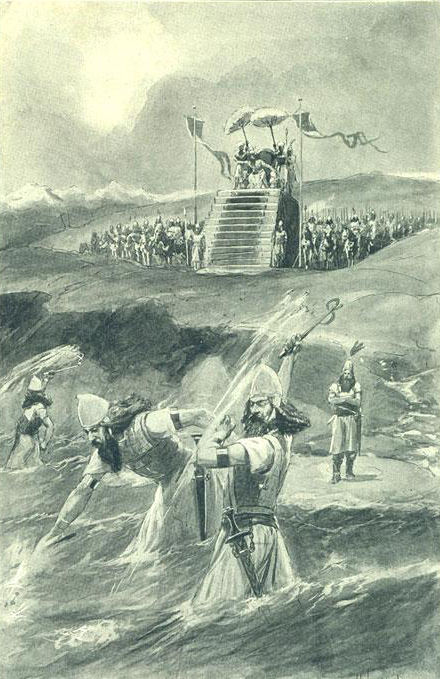
Ilustración de un artista que representa el supuesto «castigo» de Jerjes al Helesponto.

Heródoto relata en sus Historias que la segunda invasión persa de Grecia ya prevista por Darío I fue cuidadosamente preparada por su hijo Jerjes I. Se construyó un canal que cruzaba la península de Athos. También ordenó, entre otras muchas cosas, que se amueblaran barcos de guerra y se prepararan para los puentes cuerdas de papiro y de  lino blanco.
Cuando Jerjes y su enorme ejército marchaban de Sardes a Abido, entonces un importante puerto en el Helesponto, se construyeron dos puentes desde allí hasta el lado opuesto, cerca de Sestos, en una distancia de siete estadios, pero fueron destruidos por una tormenta antes de que llegara el ejército. Jerjes se enfureció y mandó decapitar a los responsables de la construcción de los puentes. Luego se dice que arrojó con grilletes al estrecho, les dio trescientos latigazos y los marcó con hierros al rojo vivo mientras los soldados gritaban al agua.
Los nuevos puentes se construyeron trenzando penteconteros y trirremes. Se utilizaron 360 barcos para construir el puente del noreste y 314 barcos para el del suroeste. Se echaban anclas en los extremos de los barcos para mantenerlos en su sitio y se tendían cables, alternativamente de lino blanco y papiro, de orilla a orilla para mantener los barcos unidos y se tensaban con grandes cabrestantes. Se dice que el peso de los cables de lino era de un talento por codo. Se colocaban tablones de madera a través de los cables y se utilizaban matorrales y tierra para cubrir los tablones y formar una calzada de tierra. Se colocaban pantallas a ambos lados de los puentes para evitar que los caballos y otros animales se asustaran al ver el mar debajo.
La travesía del Helesponto duró siete días con sus noches: el ejército utilizó el puente del noreste y para la enorme multitud de asistentes y equipajes el puente del suroeste.
Tras la travesía, los puentes fueron abandonados. Cuando una parte del ejército persa se retiró posteriormente al Helesponto, solamente encontró los restos de los puentes destruidos por otra tormenta.

## Detalles
Después de que Heródoto apenas indicara la ubicación del puente de barcas sobre el Bósforo, construido unos 30 años antes por el padre de Jerjes, Darío I, pero no proporcionara ninguna información específica sobre ese puente, la riqueza de detalles que se ofrecen sobre los puentes que cruzan el Helesponto es sorprendente y, tras una lectura superficial, parece proporcionar una imagen clara. Sin embargo, si se examina con más detenimiento, casi todos los detalles de los puentes son objeto de discusiones, dudas y preguntas. La narración de Heródoto no debería tomarse, quizá, como el sobrio informe técnico de un ingeniero de puentes, sino como una vívida ilustración de la grandeza del rey persa que haría que las victorias griegas parecieran incluso más destacadas.
Los detalles de la obra Los persas, de Esquilo, escrita en el año 472, menos de una década después de la construcción del puente, tienden a corroborar la idea del mismo. En esa obra, Atossa, la madre de Jerjes, se entera del desastre que ha supuesto la invasión de Grecia por parte de su hijo. Va a la tumba de Darío, su difunto marido y padre de Jerjes. El espíritu de Darío se levanta y ella le cuenta la desventura de su hijo, y lo que la precedió. 

ATOSSA: De orilla a orilla, tendió un puente sobre el Helesponto.
FANTASMA DE DARÍO: ¿Qué? ¿Pudo encadenar el poderoso Bósforo?
ATOSSA: Así es, algún dios asistió a su diseño.
El fantasma de Darío continúa lamentándose:

Con qué curso alado los oráculos
    
se apresuran a completarlo. Con la velocidad del rayo
    
Jove ha lanzado sobre mi hijo su venganza amenazada:
    
Sin embargo, imploré a los dioses que cayera
    
En el proceso tardío del tiempo: pero cuando la temeridad impulsa
    
Impetuoso, el azote del cielo levantado
    
Lanza la Furia hacia adelante; de ahí que estos males
    
se abaten sobre mis amigos. Sin pensar esto,
    
mi hijo, con todo el ardiente orgullo de la juventud,
    
ha acelerado su llegada, mientras esperaba
    
para unir el sagrado Helesponto, para sostener
    
el furioso Bósforo, como un esclavo, encadenado,
    
Y se atrevió a pasar por el aventurero puente
    
Con eslabones de hierro sólido su maravilloso camino,
    
para guiar a su numerosa hueste; e hinchado de pensamientos
    
se elevara por encima de los dioses y del poder de Neptuno.
    
¿Y era este el desenfreno del alma?
    
Pero mucho temo que toda mi riqueza atesorada
    caiga en manos atrevidas, una presa fácil.

Esquilo era un dramaturgo ateniense que había luchado en la batalla de Salamina y fue testigo de la destrucción de la flota persa.

### Dardanelos
La corriente marina superficial hacia el Mediterráneo fluye a una velocidad media de 1,5 nudos, pero varía según la dirección del viento, que también puede hacer subir el nivel del agua unos 60 cm. Existe una corriente submarina en sentido contrario. Los picos y las puntas pueden provocar remolinos y bancos de arena.
En la actualidad (siglo XXI), la parte más estrecha de los Dardanelos, entre Çanakkale y Kilitbahir (40°8′38.32″N 26°23′23.45″E), tiene una anchura de unos 1,4 km y una profundidad máxima de 91 m. Tiene la corriente más fuerte y en la navegación se considera la parte más difícil de los Dardanelos. Çanakkale se construyó durante los primeros tiempos del Imperio Otomano sobre el abanico de grava aluvial depositado por un río, que en invierno suele ser un torrente, que desciende de las montañas cercanas (y que recientemente ha sido domado por la presa de Atikhisar). Hace 2.500 años, este abanico aluvial podría no sobresalir en el estrecho como lo hace en la actualidad.
Abido, la ciudad mencionada por Heródoto, estaba al norte de Çanakkale, en la orilla asiática, cerca de Nara Burnu (antes Nagara) (40°11′47″N 26°24′52″E). Hay bancos de arena al sur y al oeste de la punta de Nara, pero la profundidad en el centro del estrecho alcanza los 103 m. La corriente corre a más de 2 kn, pero hay grandes remolinos alrededor de la punta de Nara.

### Ubicación de los dos puentes
La ubicación de los puentes entre Abido y cerca de Sestos, en la orilla opuesta, indicada por Heródoto, es aceptada por muchos historiadores. El general de división británico Frederick Barton Maurice, en una visita a la zona en 1922, consideró que una playa más al norte era la única ubicación aceptable para un puente desde el punto de vista militar; pero allí, la distancia de cruce es de más de 3 km.
La parte más estrecha actualmente en Çanakkale parece estar fuera de toda duda. Lo más probable es que entonces no fuera tan estrecha y que existiera el peligro constante de que el indómito río se volviera torrencial en muy poco tiempo y arrastrara todo lo que estuviera a su alcance. Fueron necesarios dos puentes porque los estrechos caminos del Quersoneso exigían que, para no dejar sin comida y agua a la cabeza de la larguísima columna de tropas, ésta y la de suministros marcharan en paralelo.

### Barcos
Heródoto es claro al decirnos que para los puentes solamente se utilizaban Pentecónteras y trirremes, es decir, únicamente barcas navales. Aparentemente, esto es aceptado por todos los historiadores. Sin embargo, no tiene sentido utilizar costosos barcos navales —a no ser que tales barcos estuvieran disponibles en abundancia, ya que la mayoría de ellos fueron aportados por las ciudades-estado costeras griegas de Asia Menor, por Fenicia, por Siria y por Egipto, todas ellas bajo dominio persa, en aquella época— fueran para una tarea que se cumpliría mejor con barcas mercantes sencillas y más baratas, con una mayor manga, un centro de gravedad más profundo y un mayor francobordo; por otro lado, las naves ligeras también tendrían sentido, ya que ofrecían la menor resistencia a la corriente superficial en el Helesponto (Dardanelos). Las bocas de remo más bajas de un trirreme estaban a unos 30 cm por encima de la línea de flotación y normalmente estaban provistas de manguitos de cuero, un aspecto que no los califica realmente como portadores de un puente.
Las barcas que llevaban un puente debían tener todas la misma altura para proporcionar una cubierta de puente plana y, por lo tanto, se puede suponer que el puente estaba formado solamente por pentecónteras —si no por barcos comerciales— y que los trirremes más grandes y altos únicamente se utilizaban a ambos lados de los pasillos.

### Anclas
Los puentes de barcas que atraviesan los ríos suelen estar sujetos por anclas fijadas a la proa y a la popa de cada embarcación, por lo que, a primera vista, la descripción de Heródoto parece correcta. Sin embargo, la profundidad del estrecho no se menciona en absoluto en sus Historias. Los historiadores modernos sí mencionan la profundidad, pero no la tratan en ningún lugar como un problema para el anclaje.
La longitud de los cabos del ancla debe ser varias veces superior a la profundidad del agua para evitar daños en la barca causados por un tirón del cabo del ancla y para evitar que el ancla se arrastre por el lecho marino. Por tanto, las barcas situadas en el centro del estrecho habrían tenido que utilizar cabos de anclaje con una longitud de varios cientos de metros cada una. Un total de 674 barcas no solamente habrían necesitado 1.348 anclas pesadas, sino también unos 300 km de cabos de anclaje. Cabe preguntarse si en aquella época habría sido posible fabricar cantidades tan enormes en un plazo relativamente corto. Incluso si las anclas de hierro ya existían entonces, es poco probable que la fabricación de hierro fuera capaz de producir unas 183 toneladas de anclas de hierro. Además, el anclaje no es seguro: las largas cuerdas no pueden evitar que las barcas se balanceen y choquen, en particular cuando los remolinos se suman a la confusión y las largas cuerdas se enredan. Por último, pero no por ello menos importante, parece imposible encontrar los puntos adecuados para echar las anclas de modo que sus largos cabos mantengan a los barcos debidamente alineados a lo largo del estrecho.
Si nos atenemos a que las barcas estaban ancladas tal y como los describe Heródoto, hay que tener en cuenta que cada puente, junto con el espacio necesario para las cuerdas del ancla, habría ocupado una franja de hasta 900 m de ancho. Sin embargo, la orilla de Abidos no habría sido lo suficientemente ancha como para albergar dos puentes de este tipo.
Hay otra cuestión técnica: la adición de anclas y de cables que se extienden de orilla a orilla proporciona una fuerza de sujeción añadida a las barcas solamente en teoría, es decir, si la tensión de laa barcas en los cabos del ancla y en los cables es exactamente igual, pero en la práctica no es posible afinarla en tal grado, sobre todo bajo la influencia de los vientos cambiantes, las corrientes, los remolinos y las subcorrientes. Pero entonces, toda la carga tiene que ser soportada por los cabos o los cables, sin que el otro (flojo) aporte nada a la capacidad de carga horizontal de la instalación.
Por lo tanto, no parece haber otra alternativa que suponer que las barcas se mantenían en su sitio con los cables largos, y que las anclas se utilizaban temporalmente para mantener a las barcas en aguas poco profundas hasta que se fijaban a los cables.

### Longitud de los puentes
La longitud de siete estadios o de unos 1.300 m indicada por Heródoto es en cualquier caso demasiado corta.
En Abidos, la distancia entre las orillas es de unos 2.000 m. Sin embargo, los puentes habrían sido más largos. Si no podían mantenerse en su posición mediante anclas debido a la profundidad del estrecho, debían estar sujetos por cables que llegaran de orilla a orilla —no importa si por un solo cable largo o por una serie de cables—. Debido a la corriente y a las fuerzas laterales del viento, habrían descrito una gran curva que permitiera una especie de pandeo horizontal de los cables para evitar que la  tensión aumentara indefinidamente. Al igual que las curvas de los cables principales de los puentes colgantes modernos, los cables habrían sido entre un 5 y un 10% más largos que la distancia entre las orillas, más algunas longitudes para sujetarlos en la orilla y en las barcas. Esto hace que la longitud de estos cables supere los 2.200 m.
Si se considera que la manga de un pentecontratista es de 4 m, el puente formado por 314 barcas repartidas a lo largo de 2.200 m presentaría huecos de unos 3 m, si no se tienen en cuenta las aberturas realizadas por los trirremes. El otro puente, formado por 360 barcos en una configuración similar, tendría una longitud cercana a los 2.520 m, lo que parece razonable para un puente situado a cierta distancia al noreste de la punta de Nagara.

### Ancho de los puentes respectivos a los caminos
Heródoto no da ninguna indicación del ancho de los puentes o de los caminos que los atraviesan. Se supone que el ancho de los caminos griegos medía entre 2,7 y 3,6 m. Por lo tanto, el ancho del puente se puede tomar como 3,6 m, lo que permite cuatro soldados al lado o dos jinetes uno al lado del otro. Un puente más grande no tendría ningún efecto positivo ya que la carretera al final del puente no podría ocupar todas las masas que llegaran. Además, los grandes puentes de barcas parecen rodar más claramente que los estrechos y los caballos, nerviosos desde el principio, se asustan aún más.

### Cables
Los pedidos realizados en la fase preparatoria para fabricar los cables de los puentes son mencionados por Heródoto de forma más bien casual, como si se tratara de pedidos de grandes cantidades de mercancía estándar. Únicamente cuando describe los puentes reconstruidos tras la tormenta da una única indicación diciendo que el peso de los cables de lino blanco era de un talento por codo, lo que se traduce aproximadamente en 26 kg/46 cm, o 56,5 kg por metro. Utilizando varios métodos de conversión se llega a diámetros de entre 23 y 28 cm. Los cables que pesan tanto no se pueden manipular, es casi imposible doblar los cables con ese diámetro o enrollarlos en un tambor para cables -que probablemente todavía no existía en aquella época- o ponerlos en cualquier otra condición transportable. Habrían sido necesarios bolardos de varios metros de diámetro para poder sujetar estos cables sin romperlos. Heródoto parece hablar de cables indivisibles que llegaban de orilla a orilla. Sin embargo, un solo cable de 2.200 m habría pesado 124,3 toneladas y ni siquiera hoy podría ser transportado por ningún medio práctico.
Dado que tales cables o cuerdas no pueden manipularse y, por lo tanto, no tienen ningún campo de aplicación práctica, no se puede suponer que ningún fabricante de cuerdas de la antigüedad haya producido nunca un cable de este tipo. Solo eso basta para descartar la opinión ocasional de que las cuerdas se producían y entregaban en longitudes manejables y se empalmaban in situ.
La idea de que los cables se hubieran producido con las barcas ya alineadas para el puente, tampoco parece factible. Si tales cuerdas no se hubieran fabricado nunca, es más que improbable que el estado mayor persa hubiera confiado en un método de producción totalmente desconocido para ser ejecutado en barcas en movimiento para construir puentes de vital importancia para toda la campaña, en particular porque todos los implicados eran conscientes de que cualquier fallo podría suponer su decapitación. Además, la fabricación de cuerdas requiere una cierta tensión de los cabos y de la cuerda. Por esta razón, se ha supuesto que inicialmente, durante el período de producción de cuerdas, las barcas habrían estado amarradas una al lado de la otra con el fin de soportar la tensión de la cordada que se realizaba a través de ellas. Se puede imaginar que este procedimiento se ejecuta a través de tres o cuatro barcas, pero con cualquier número mayor de barcas en aguas abiertas, se deben anticipar graves daños a las barcas y graves interrupciones de la cordada. Parece imposible tensar cables de longitudes tan enormes mediante molinetes, como describe Heródoto.
Por lo tanto, no parece haber otra alternativa que suponer que las barcas han sido amarradas una a otra en una larga curva por una serie de cuerdas de calidad normal y comercial como las que se solían fabricar en aquella época, y que se han dejado huecos de unos 3 metros entre los barcos. En este contexto, no importa si un tramo de cuerda se extendía simplemente de un barco al siguiente o si llegaba a través de varios barcos. Tampoco importa si era suficiente hacer el amarre utilizando un solo cabo en la proa y en la popa. Si eran necesarios varios cabos, se habrían colocado cerca unos de otros prestando atención a que las tensiones de estos cabos fueran iguales. Para evitar que se enreden, estos cabos —como los hilos paralelos de los cables principales de los puentes colgantes modernos— podrían haber estado envueltos por algún tipo de sábanas o cuerdas. Esto les habría dado la apariencia de un solo cable extremadamente grueso y pesado, como se describe en las Historias.
Según Heródoto, las cuerdas no únicamente se utilizaban como cabos de amarre, sino que también sostenían los troncos de madera que formaban la cubierta del puente, un método de construcción bastante inusual. Los marineros evitaban cuidadosamente que las cuerdas se rozaran o fueran presionadas por objetos duros y así trataban de evitar el deterioro prematuro de las mismas. El constante movimiento de las barcas causado por las olas y por las tropas en marcha y las pesadas cargas de los soldados y de la tierra que cubría los troncos ejerciendo presión sobre las cuerdas estiradas habrían provocado un fallo temprano de las cuerdas. Además, esta configuración no habría permitido tener una cubierta de puente plana y uniforme. Las cuerdas entre los barcos se habrían combado bajo la carga de la tierra y de las personas, lo que habría provocado un constante sube y baja del camino. Encima, la tierra se habría acumulado en el centro de los hundimientos, aumentando así la carga local sobre las cuerdas. No había necesidad de esta configuración: al ser el espacio entre las naves de tres metros, el hueco podría haberse salvado fácilmente con los troncos puestos de una nave a otra y paralelos a las cuerdas. Esto habría sido una mejor base para el camino y no habría tenido ninguna mala influencia en las cuerdas.

### Plataforma del puente

#### Troncos de madera
La plataforma del puente estaba formado por troncos de madera que debían tener un grosor de al menos 10 cm. Dado que aún no existían los aserraderos, los troncos debían ser cortados y desbastados. Un puente habría utilizado 800 metros cúbicos sólidos, el otro unos 910 metros cúbicos sólidos, lo que suma un total de 1.710 metros cúbicos sólidos de madera. A un peso específico medio de 0,5 t/m3, esto corresponde a un peso total de 855 toneladas.

#### Madera de broza
La finalidad de la broza que cubre los troncos no está clara. Tal vez sirviera para mantener la tierra en el puente.

#### Pavimento de tierra
En los últimos tiempos, una simple plataforma de madera en un puente de barcas se consideraba perfectamente satisfactorio. Sin embargo, en ciertas zonas densamente boscosas de Estados Unidos y de Canadá, los caminos de madera se cubrían con una capa de tierra para proteger la madera del deterioro, lo que parece haber proporcionado cierta comodidad a los caballos y carruajes. La tierra escampada debía tener un grosor de al menos 20 cm, pues de lo contrario se habría deshecho inmediatamente bajo los cascos de los caballos.

#### Supuestos de carga
Una plataforma de puente de 3,60 m, barcas con una manga de 4 m y una separación de 3 m respecto a la siguiente barca dan como resultado una superficie de 3,6 x 7 = 25,2 m² que debe soportar cada barca. El peso de un metro cuadrado se compone de 50 kg de troncos y 360 kg de tierra, que suman 410 kg. Como resultado, cada barca debía transportar 25,2 m² x 410 kg/m² = 10 332 kg más el peso de 4 x 7 = 28 Personas con equipaje que suman 2.520 kg, por lo que el peso total es de unas 13 toneladas que parece ser una carga razonable para las barcas de la época.

#### Pantallas
Las pantallas que, según Heródoto, se colocaban a ambos lados del puente para impedir la visión de los caballos sobre el agua, se imaginan de 2,74 m de altura, construidas con ramas de árboles y con ramas más pequeñas y otras plantas entretejidas a través de estos postes para formar un muro sólido. Incluso con una brisa muy suave, las cargas de viento sobre esta enorme superficie no habrían podido controlarse con los medios disponibles en aquella época. Los puentes de barcas de los últimos siglos han demostrado que es totalmente suficiente disponer de simples barandillas hechas con celosías de madera o cuerdas para mantener a los caballos en el puente.

#### Aberturas para barcos
Las tres aberturas para el paso de barcos pequeños probablemente se hicieron insertando trirremes más altos en la línea de pentecónteras o buques comerciales. Al igual que las rampas que conducen a las cubiertas de los puentes más altos, los cables se habrían levantado mediante bastidores instalados en las trirremes y que aumentaban gradualmente de altura. Dado que los barcos podían soltar fácilmente sus mástiles, un espacio libre de unos 2 metros por encima del nivel del agua debería haber sido suficiente para que los barcos mercantes pasaran por debajo. Cuando los vientos hacían aumentar la carga de los cables, las trirremes habrían sido empujadas a una mayor profundidad en el agua, pero esto era solo temporal mientras durara el viento.

## Daños por tormentas
Aunque Heródoto parece ser claro al decir que los puentes iniciales fueron destruidos por una tormenta, es muy poca la información que se puede derivar de esta frase. Se deja a la especulación si las barcas, cables, cuerdas y troncos fueron recuperados, salvados, reparados y reutilizados, y en qué medida. Por otra parte, no hay indicios de que se produjera una pérdida total y de que todos los elementos de los puentes tuvieran que ser adquiridos de nuevo. La preparación de los puentes duró meses, si no años. Por lo tanto, las entregas de reposición de barcas, cables, cuerdas y troncos habrían tardado al menos algunos meses. La colocación inicial de los troncos de madera y de la cubierta de tierra debió durar inicialmente varios días. Incluso si se supone que no fueron necesarias entregas de reemplazo y que todos los elementos pudieron ser reparados, esas reparaciones debieron llevar varios días. Durante este tiempo, el ejército que esperaba en la orilla se habría visto en una situación muy grave, ya que las provisiones de alimentos, forraje y agua no habían sido calculadas para hacer frente a una estancia prolongada.